# Danijel Petković
Danijel Petković (Kotor, 1993. május 25. –) montenegrói válogatott labdarúgó, az FK Liepāja labdarúgója.

## Pályafutása

### Klubcsapatokban
A montenegrói Bokeljnél kezdte a pályafutását. 2013. augusztus 18-án debütált, a szezon végén a második ligában bajnokok lettek. 2014-ben a Zetához szerződött. Egy idény után csatlakozott Lovćenhez. 2016. augusztus 29-én hároméves szerződést írt alá a magyar MTK Budapesttel, de csak egy idényt töltött a fővárosi csapatnál.
2017 nyarán a francia Lorienthoz igazolt. 2017. július 29-én debütált a US Quevilly ellen. Két szezonban 47 mérkőzésen lépett pályára. 2019 nyarán a Ligue 1-be igazolt az Angers csapatába. 2020. február 24-én játszott először az AS Monaco ellen. Ebben a szezonban kétszer lépett pályára a bajnokságban. A 2021–22-ben viszont már 15 meccsen védett. Az Angers-szel kötött szerződése 2022 nyarán járt le. 2023 januárjában a Kisvárda igazolta le.

### A válogatottban
Junior válogatott mérkőzések után 2014. május 26-án, az Irán elleni barátságos mérkőzésen debütált csereként a felnőtt csapatban. Játéklehetőséget legközelebb csak 2017-ben kapott, ekkor már Montenegró első számú kapusa volt. 2014 és 2022 között 24 mérkőzésen lépett pályára, többek között a Nemzetek Ligájában, Európa-bajnoki és világbajnoki selejtezőkön.

### Mérkőzései a montenegrói válogatottban
| #   | Dátum                | Ellenfél            | Eredmény | Kiírás              | Esemény |
| --- | -------------------- | ------------------- | -------- | ------------------- | ------- |
| 1.  | 2014. május 26.      | Irán                | 0 – 0    | barátságos mérkőzés | 90+1'   |
| 2.  | 2017. június 4.      | Irán                | 1 – 2    | barátságos mérkőzés |         |
| 3.  | 2017. június 10.     | Örményország        | 4 – 1    | Vb-selejtező        |         |
| 4.  | 2017. szeptember 1.  | Kazahsztán          | 3 – 0    | Vb-selejtező        |         |
| 5.  | 2017. szeptember 4.  | Románia             | 1 – 0    | Vb-selejtező        |         |
| 6.  | 2017. október 5.     | Dánia               | 0 – 1    | Vb-selejtező        |         |
| 7.  | 2017. október 8.     | Lengyelország       | 2 – 4    | Vb-selejtező        |         |
| 8.  | 2018. március 27.    | Törökország         | 2 – 2    | barátságos mérkőzés |         |
| 9.  | 2018. május 28.      | Bosznia-Hercegovina | 0 – 0    | barátságos mérkőzés |         |
| 10. | 2018. szeptember 7.  | Románia             | 0 – 0    | Nemzetek Ligája     |         |
| 11. | 2018. szeptember 10. | Litvánia            | 2 – 0    | Nemzetek Ligája     |         |
| 12. | 2018. október 11.    | Szerbia             | 0 – 2    | Nemzetek Ligája     |         |
| 13. | 2018. október 14.    | Litvánia            | 4 – 1    | Nemzetek Ligája     |         |
| 14. | 2018. november 17.   | Szerbia             | 1 – 2    | Nemzetek Ligája     |         |
| 15. | 2018. november 20.   | Románia             | 0 – 1    | Nemzetek Ligája     |         |
| 16. | 2019. március 22.    | Bulgária            | 1 – 1    | Eb-selejtező        |         |
| 17. | 2019. március 25.    | Anglia              | 1 – 5    | Eb-selejtező        |         |
| 18. | 2019. szeptember 5.  | Magyarország        | 2 – 1    | barátságos mérkőzés | 46'     |
| 19. | 2019. szeptember 10. | Csehország          | 0 – 3    | Eb-selejtező        |         |
| 20. | 2019. október 11.    | Bulgária            | 0 – 0    | Eb-selejtező        |         |
| 21. | 2019. október 14.    | Koszovó             | 0 – 2    | Eb-selejtező        | 15'     |

## Fordítás
- Ez a szócikk részben vagy egészben  a   Danijel Petković című angol Wikipédia-szócikk fordításán alapul.  Az eredeti cikk szerkesztőit annak laptörténete sorolja fel. Ez a jelzés csupán a megfogalmazás eredetét és a szerzői jogokat jelzi, nem szolgál a cikkben szereplő információk forrásmegjelöléseként.